# Hohenwarthe
Hohenwarthe este o comună din landul Saxonia-Anhalt, Germania.